# الدوري الهولندي الممتاز 1908–09
الدوري الهولندي الممتاز 1908–09 (بالهولندية: Nederlands landskampioenschap voetbal 1908/09)‏ هو الموسم 21 من الدوري الهولندي الممتاز. أشرف على تنظيمه الاتحاد الملكي الهولندي لكرة القدم، وكان عدد الأندية المشاركة فيه 17، وفاز فيه سبارتا روتردام.